# کریگ رودول
کریگ ال. رودول (۳۱ اکتبر 1940 – ۱۸ ژوئن ۱۹۹۳) یک فعال حقوق همجنسگرایان آمریکایی بود که به دلیل تأسیس کتابفروشی یادبود اسکار وایلد در ۲۴ نوامبر ۱۹۶۷، اولین کتابفروشی اختصاص داده شده به نویسندگان همجنسگرا، و به عنوان اولین متحرک برای ایجاد رژه افتخار در شهر نیویورک شناخته شد. به عقیده برخی، رودول فعال برجسته حقوق همجنسگرایان در جنبش همجنسگرایی اولیه دهه ۱۹۶۰ است.

## شورش‌های استون وال
رودول در جریان شورش‌های استون وال، یک عضو و سازمان دهنده حقوق همجنسگرایان بود. صبح زود ۲۸ ژوئن ۱۹۶۹، رودول همراه شریک زندگی خود، فرد سرژانت در راه بازگشت به خانه بودند. ان‌ها هنگام عبور از بار استون‌وال، متوجه حمله پلیس به بار با لباس شخصی شدند. هنگامی که پلیس شروع به دستگیری افراد بار و انتقال آن‌ها به ماشین حمل متهم کرد، رودول با شعار "قدرت همجنسگرا!" افراد را دعوت به شورش کرد، سپس پلیس به داخل بار عقب‌نشینی کرد و شورش آغاز شد. رودول و سرژانت برای گزارش این شورش با مطبوعات - نیویورک تایمز، نیویورک پست و نیویورک دیلی نیوز - تماس گرفتند، اما بعداً همان روز فقط نیویورک تایمز به ماجرا پرداخت. در صبح همان روز، رودول و سرژانت اعلامیه ای را در رابطه با تقبیح روابط بین پلیس و مدیریت مافیای استون وال تهیه کردند. آنها کار سازماندهی افراد و پخش اعلامیه خود را در طول شب‌های شورش ادامه دادند.

## افتخارات
رودول دریافت کننده جایزه ادبی لامبدا در سال ۱۹۹۲ برای خدمات نشر بود.
در ژوئن ۲۰۱۹، یادبودی از رودول به عنوان یکی از «پیشگامان، دنباله دارها و قهرمانان» آمریکایی بود که در دیوار افتخار ال‌جی‌بی‌تی در بنای یادبود ملی استون وال(SNM)در بار استون‌وال نیویورک نصب شد.SNM اولین بنای یادبود ملی ایالات متحده است که به حقوق و تاریخ ال‌جی‌بی‌تی اختصاص داده شده‌است، زمان رونمایی از ساخت دیوار در پنجاهمین سالگرد شورش‌های استون‌وال بود.